# インジシュカ・クランペロワ
インドラ・"インジシュカ"・クランペロワ（チェコ語: Jindra Kramperová, 1940年9月28日 - 2024年10月20日）は、チェコ、プラハ出身のピアニスト、フィギュアスケート選手（女子シングル）。1956年コルティナダンペッツォオリンピックチェコスロバキア代表。元プラハ芸術アカデミー教員。
2024年10月20日の朝に死去。84歳没。

## 主な戦績
| 大会/年      | 1955-56 | 1956-57 | 1957-58 | 1958-59 | 1959-60 |
| ------------ | ------- | ------- | ------- | ------- | ------- |
| オリンピック | 20      |         |         |         |         |
| 世界選手権   | 15      |         | 17      |         |         |
| 欧州選手権   | 14      | 8       | 5       | 6       | 8       |